# 松下夏那
松下夏那（日语：／ Matsushita Kana，1993年11月29日—），日本寫真偶像。於福島縣出身。過去曾使用結城夏那這個藝名。本名為松本那摘。

## 生平
結城夏那本人表示，自己因為從小就想上電視，所以得知此事的媽媽便向事務所推薦她，使之以年少偶像的身份於2006年出道。2007年，結城推出了寫真DVD《能做到嗎？》（できるかな?）和《AGE13》，並成功登上MONDO21的電視節目《寫真美少女》（グラビアの美少女）。
2009年9月20日，結城的寫真DVD《moecco high school vol.31 結城夏那 15歲 青梅竹馬》（moeccoハイスクール vol.31 結城夏那 15歳 幼なじみ）公開，當中她以身穿競賽型泳衣、校服等衣物的姿態視人。
2010年9月5日，結城出席了泳裝攝影會。10月20日，她在《moecco high school vol.36 結城夏那 青春按鈕》（moecco ハイスクール vol.36 結城夏那 青春スイッチ）一作中，使用了冰塊和牛奶去輔助拍攝。
2011年2月20日，她出席了於東京都舉辦的攝影會。7月10日，她在推出寫真DVD《現役女高中生寫真》（現役女子高生グラビア）之後，暫停了寫真活動。她表示由於想專注於其他藝能活動，故退出寫真界。不過隔年把藝名改成松下夏那後，她又再於寫真界復出。她表示由於聽到粉絲要求復出的呼聲，故決定復出。
她在復出後於2012年9月20日推出了寫真影片《夏日回忆》（夏のおもいで），於當中以身穿校服、競賽型泳衣等衣物的姿態登場。之後亦推出《for you…》、《步向光中》（ひかりの中へ）、《娃娃》（ベビードール）等寫真影片。及後的寫真內容亦有露出度增加的趨勢。比如在2013年6月拍攝的《擁抱我吧！》（Hugして!）強調了她的「臀部曲線」。她在2013年11月29日推出了引退作《禮物》（GIFT），當中收錄了她身穿黑色比基尼、眼帶比基尼、校服等衣物的場景。

## 人物
松下喜歡時裝和閱讀，善於彈鋼琴、烹飪、寫作。小學時曾在書法大賽中獲得銀獎。升上初中後亦加入了吹奏樂部。她在2013年時迷上了韓國菜。

## 外部連結
- Ameba Blog （页面存档备份，存于）（舊）
- Ameba Blog的存檔（新）